# Rudolf Christoph Eucken
Rudolf Christoph Eucken (Aurich, 1846. január 5. – Jéna, 1926. szeptember 15.) német filozófus, az új idealizmus képviselője. 1908-ban irodalmi Nobel-díjat kapott.

## Élete
A Göttingeni és a Berlini Egyetemen filozófiát, filológiát és történelmet tanult, disszertációját Arisztotelész nyelvezetéről írta. Miután öt éven át tanárként dolgozott, 1871-ben filozófiaprofesszornak nevezték ki a bázeli egyetemen. 1874-ben hasonló állást vállalt a jénai egyetemen, ahol 1920-as nyugdíjazásáig tanított. 1913-14-ben vendégelőadó volt a New York-i Egyetemen. 1882-ben nősült, egy lánya és két fia született. Egyik fia, Walter Eucken a neoliberális közgazdasági gondolkodás egyik neves alapítója lett.
Filozófiája az emberi tapasztalaton alapult, azt állítva, hogy az embereknek lelkük van, ezért a természet és szellem találkozásánál állnak. Úgy vélte, hogy az embereknek folyamatos erőfeszítéssel felül kell kerekedniük a nem-spirituális természetükön, hogy elérjék a szellemi életet. Ezt etikai aktivizmusnak nevezte.
1911-ben Angliában tartott felolvasásokat, 1912–13-ban hat hónapig a Harvard Egyetemen és az USA más helyein adott elő.

## Művei
Termékeny író volt, legismertebb művei:
- Die Lebensanschauungen der großen Denker (1890)
- Der Kampf um einen geistigen Lebensinhalt (1896)
- Der Wahrheitsgehalt der Religion (1901)
- Grundlinien einer neuen Lebensanschauung (1907)
- Der Sinn und Wert des Lebens (1908), magyarul 1915-ben jelent meg Schöpflin Aladár fordításában Az élet értelme és értéke címen
- Geistige Strömungen der Gegenwart (1908)
- Können wir noch Christen sein? (1911)
- Present Day Ethics in their Relation to the Spiritual Life (1913)
- Der Sozialismus und seine Lebensgestaltung (1920)

### Magyarul
- Az élet értelme és értéke; ford. Schöpflin Aladár; Franklin, Bp., 1915 (Kultúra és Tudomány)
- A jelenkori vallásbölcselet főkérdései; ford. Juhász Andor, bev. Prőhle Károly; Révai, Bp., 1926 (Világkönyvtár)

## Fordítás
- Ez a szócikk részben vagy egészben  a   Rudolf Christoph Eucken című angol Wikipédia-szócikk ezen változatának fordításán alapul.  Az eredeti cikk szerkesztőit annak laptörténete sorolja fel. Ez a jelzés csupán a megfogalmazás eredetét és a szerzői jogokat jelzi, nem szolgál a cikkben szereplő információk forrásmegjelöléseként.